# Steven Stanley
Steven J. C. Stanley (11. srpnja 1958.), jamajčanski je inženjer zvuka, glazbeni producent i klavijaturist koji je radio na glazbenim djelima žanrova reggaea, duba i rock-glazbe od 1975. godine. Najprimjetniji je njegov rad sa sastavima Talking Heads, Tom Tom Club i Black Uhuru.
Karijeru je počeo kao šegrt unutar tvrtke na poslovima audio inženjera u studiju Aquarius u Halfway Treeju, Kingston, Jamajka. Bilo je to rujna 1975. godine. Kao sastavni dio Compass Point All Stars, smatralo ga se članom novovalnog sastava iz 1980-ih Tom Tom Club, suproducirajući njihov prvi album Tom Tom Club (1981.). Navodi ga se kao suautora skladbe "Genius of Love", skladbe koju se smatra jednim od najsempliranijim pjesmama u hip-hop glazbi. Reinterpretirao je to Grandmaster Flash and the Furious Five u pjesmi iz 1982. godine "It's Nasty (Genius of Love)", a semplirali Dr. Jeckyll & Mr. Hyde, The X-Ecutioners, a nalazi se i na hitu Mariah Carey koji je osvajao vrhove ljestvica "Fantasy" (1995.)  što mu je 1997. donijelo nagradu za tekstopisca pop glazbe Američkog društva skladatelja, tekstopisaca i izdavača.
Radio je na albumima koji su osvojili nagradu Grammy: Anthem sastava Black Uhuru kojeg je suproducirao s dvojcem Sly and Robbie te Dutty Rock glazbenika Seana Paula, gdje je miksao pjesmu "I’m Still in Love With You". Izvan žanra reggaea, Stanley je radio s Grace Jones i sa sastavom The B-52's, koji je postigao zlatnu nakladu albumom Wild Planet 1981. godine. 
Živi u Kingstonu na Jamajci, gdje radi za svoj studio, Steven Stanley Recording Studio.